# Фуроре
Фуроре (итал. Furore) — коммуна в Италии, располагается в регионе Кампания, в провинции Салерно.
Население составляет 822 человека (2008 г.), плотность населения составляет 475 чел./км². Занимает площадь 2 км². Почтовый индекс — 84010. Телефонный код — 089.
Покровителем коммуны почитается святой апостол Иаков Старший, San Pasquale Baylon.

## Демография
Динамика населения:

## Администрация коммуны
- Официальный сайт: https://web.archive.org/web/20170703025411/http://www.comune.furore.sa.it/